# واهان گئورگیان
واهان گوورگیان (ارمنی: Վահան Գեվորգյան؛ زادهٔ ۱۹ دسامبر ۱۹۸۱ در ایروان) یک بازیکن فوتبال در پست هافبک اهل ارمنستان-لهستان است.

## باشگاهی
از باشگاه‌هایی که در آن بازی کرده‌است می‌توان به زاویشا بیدگوشچ، و یاگلونیا بیاویستوک اشاره کرد.

## تیم ملی
وی همچنین در تیم ملی فوتبال لهستان بازی کرده‌است. گوورگیان نخستین بازی ملی خود را که یک بازی دوستانه بود در تاریخ ۱۱ ژوئیه ۲۰۰۴ در شیکاگو در مقابل ایالات متحده آمریکل انجام داده‌است.
| تیم ملی فوتبال لهستان | تیم ملی فوتبال لهستان | تیم ملی فوتبال لهستان |
| سال                   | حضورها                | گل‌ها                  |
| --------------------- | --------------------- | --------------------- |
| ۲۰۰۴                  | ۱                     | ۰                     |
| مجموع                 | ۱                     | ۰                     |